# 三宅光一
三宅 光一（みやけ こういち）は、日本の国土交通技官。ミャンマー運輸省運輸交通政策アドバイザー、国土技術政策総合研究所副所長等を務めた。退官後、一般財団法人国際臨海開発研究センター理事長。

## 人物・経歴
熊本県熊本市生まれ。1978年麻布高等学校卒業。1982年東京工業大学（のちの東京科学大学）工学部土木工学科卒業。1984年同大学院理工学研究科修了、運輸省入省。1997年外務省在エジプト日本国大使館一等書記官（経済協力担当）。
2000年運輸省第三港湾建設局広島港湾空港工事事務所長。2001年国際臨海開発研究センター研究主幹。2004年内閣府沖縄総合事務局那覇港湾・空港整備事務所長。2007年国際協力機構社会開発部技術審議役。
2011年国土交通省大臣官房参事官 （交通プロジェクト担当）。2013年ミャンマー派遣JICA専門家（ミャンマー運輸省／ミャンマー港湾公社運輸交通政策アドバイザー）。2015年港湾空港技術研究所特別研究官。2016年港湾空港技術研究所統括研究官。
同年海上・港湾・航空技術研究所研究統括監。同年国土技術政策総合研究所副所長。2018年国土交通省港湾局付、退官、国際臨海開発研究センター調査役。同年国際臨海開発研究センター専務理事。2020年国際臨海開発研究センター理事長。